# Ålandsberget
Ålandsberget är en kulle i Sjundeå i det finländska landskapet Nyland. Kullen ligger i kommunens södra del vid Östersjöns strand. Ålandsberget är en del av Kopparnäs-Strösviks frilufts- och naturskyddsområde.

## Forngravar
Forngravar på Ålandsberget är belägna vid mynningen av Kolaviken i den södra delen av Ålandsberget. Det finns minst fyra gravrösen i området; för rösen som ligger i sluttningen är form och storlek oklara, då stenläggningen på vissa ställen verkar spreta ut längs sluttningen. Gravrösena är täckta av mossa och har en diameter på cirka 4–5 meter. Det högsta röset ligger på bergsryggen, medan det lägsta är belägen ungefär fem meter längre ner, nästan vid foten av berget. Gravrösen bildar inte tydliga strukturer åtminstone på ytan, och det är svårt att avgöra om det rör sig om rösen eller stenläggningar. Det är möjligt att platsen är en gravplats från järnåldern, men baserat på höjden, 10–15 meter över havet, kan den även dateras till bronsåldern. Vid järnålderns början låg strandlinjen i området på cirka 6,5 meter över havet.